# Prelazia de Lábrea
A Prelazia Territorial de Lábrea (Praelatura Territorialis Labreana), é uma circunscrição eclesiástica da Igreja Católica Apostólica Romana, criada no dia 1 de maio de 1925, através da bula Imperscrutabili Dei Consilio, do Papa Pio XI. Seu território foi desmembrado da então Diocese de Amazonas. Foi confiada pela Santa Sé à Ordem dos Agostinianos Recoletos.
Sua sé é a Catedral Prelatícia Nossa Senhora de Nazaré, em Lábrea. Segundo estimativa de 2015, da população de 95.600 pessoas, 71.400 são católicos, ou 74.7% do total.

## Paróquias
| Nome                                           | Cidade   |
| ---------------------------------------------- | -------- |
| Paróquia Nossa Senhora de Nazaré               | Lábrea   |
| Paróquia Santa Rita de Cássia                  | Tapauá   |
| Paróquia Santo Agostinho                       | Pauini   |
| Paróquia São João Batista                      | Canutama |
| Área Missionária São Sebastião e São Francisco | Canutama |

## Bispos
|                             | Nome                                 | Período   | Notas                         |
| Bispos                      | Bispos                               | Bispos    | Bispos                        |
| --------------------------- | ------------------------------------ | --------- | ----------------------------- |
| 4º                          | Santiago Sánchez Sebastián, O.A.R.   | 2016-     |                               |
| 3º                          | Jesús Moraza Ruiz de Azúa, O.A.R.    | 1994-2016 | Bispo emérito                 |
| 2º                          | Florentino Zabalza Iturri, O.A.R.    | 1971-1994 |                               |
| 1º                          | José Alvarez Mácua, O.A.R.           | 1947-1967 |                               |
| Administradores apostólicos |                                      |           |                               |
| 4º                          | Mário Roberto Emmett Anglim, C.Ss.R. | 1967-1971 | Bispo Prelado de Coari        |
| 3º                          | José Alvarez Mácua, O.A.R.           | 1944-1947 | nomeado como primeiro prelado |
| 2º                          | Inácio Martínez Madrid, O.A.R.       | 1930-1942 |                               |
| 1º                          | Marcelo Calvo, O.A.R.                | 1926-1930 |                               |